# Jefferson & Suellen
Jefferson & Suellen é uma dupla brasileira de música cristã contemporânea formada pelo casal de cantores e compositores Jeferson Rodrigo Costa de Araújo (Curitiba, 25 de julho de 1996) e Suelen Proença da Silva Araújo (Videira, 16 de novembro de 2000).

## Biografia
Jefferson e Suellen iniciaram a carreira musical em 2020, com o lançamento do single "Labareda". Além deste, outro destaque da dupla foi o single "Vem me Buscar", lançado em novembro de 2021. A maior parte das composições é assinada por Jeferson Rodrigo.  De 2021 à 2024, venceram o Troféu Gerando Salvação na categoria "Banda, Dupla ou Grupo". 
Pais de um filho, Jefferson e Suellen viajam pelo Brasil, onde ministram e interpretam louvores. Os dois se conheceram durante uma viagem e congregam na Igreja Evangélica Assembleia de Deus, em Jaraguá do Sul, Santa Catarina. Utilizam seu canal no YouTube para compartilhar ensinamentos e conselhos voltados a jovens cristãos, além de paródias e registros de sua rotina diária.[carece de fontes?]

## Discografia
- 2020: Labareda - (Ao Vivo)
- 2020: Ele Reina - (Ao Vivo)
- 2020: Saudade de casa - (Ao Vivo)
- 2021: No Silêncio - (Ao vivo)
- 2021: Profetiza - (Ao Vivo)
- 2021: Jesus No Barco - (Ao vivo)
- 2021: Vem Me Buscar - (Ao Vivo)
- 2022: Segura Na Minha Mão - (Ao Vivo)
- 2023: O Encontro - (Ao Vivo)
- 2023: O Encontro - (Playback)
- 2023: Acende Outra Vez  - (Ao Vivo)
- 2024: Foi Na Cruz - (Ao Vivo)
- 2024: Cordeiro e Leão - (Ao Vivo)
- 2025: Mostra Tua Glória - (Ao Vivo)
- 2025: Ele Reina (Remix) - (Ao Vivo)
- 2025: Ele Vem - (Ao Vivo)

## Prêmios e indicações
| Ano  | Prêmio                  | Categoria             | Resultado | Ref.   |
| ---- | ----------------------- | --------------------- | --------- | ------ |
| 2021 | Troféu Gerando Salvação | Banda, Dupla ou Grupo | Venceu    | [ 5 ]  |
| 2022 | Troféu Gerando Salvação | Banda, Dupla ou Grupo | Venceu    | [ 6 ]  |
| 2023 | Troféu Gerando Salvação | Banda, Dupla ou Grupo | Venceu    | [ 7 ]  |
| 2024 | Troféu Gerando Salvação | Banda, Dupla ou Grupo | Venceu    | [ 8 ]  |
| 2024 | Troféu Rede Gospel      | Melhor Dupla ou Grupo | Venceu    | [ 9 ]  |
| 2024 | Prêmio iBest            | Gospel - Voto Popular | Indicado  | [ 10 ] |